# Solanum arundo
Solanum arundo är en potatisväxtart som beskrevs av Giovanni Ettore Mattei. Solanum arundo ingår i släktet skattor som ingår i familjen potatisväxter. Inga underarter finns listade i Catalogue of Life.